# Barbara Kochan
Barbara Kochan (* 27. April 1944 in Bad Landeck - gest 25. April 2022 in Berlin) war eine deutsche Pädagogin, Hochschullehrerin und Autorin mehrerer Sachbücher. Sie war Professorin für Grundschulpädagogik an der Technischen Universität Berlin und gilt als Pionierin auf dem Gebiet der wissenschaftlich fundierten Nutzung des Computers für sprachliches Lernen bei vier- bis zwölfjährigen Kindern.

## Leben
Barbara Kochan wurde 1972 als Professorin für Grundschuldidaktik an die Pädagogische Hochschule Berlin berufen. Seither lehrt und forscht sie auf dem Gebiet des sprachlichen Lernens und seiner unterrichtlichen Förderung im Kindesalter, seit 1980 an der Technischen Universität Berlin. Dort gründete sie 1986 die computergestützte Schreibwerkstatt für Kinder, die 1998 in ComputerLernWerkstatt (CLW) umbenannt wurde, die bundesweit erste Lehr- und Forschungseinrichtung auf diesem Gebiet. Kochans wissenschaftliche Arbeiten zum Schriftspracherwerb mittels Computer, sowie die darauf fußenden, von ihr didaktisch federführend entwickelten Lernprogramme sind auch über den deutschen Sprachraum hinaus bekannt. Verschiedene Länder bemühen sich derzeit um die Adaption und Implementierung der von Kochan – zusammen mit ihrer Mitarbeiterin Elke Schröter – entwickelten vorschulischen Bildungsinitiative unter dem Titel Schlaumäuse – Kinder entdecken Sprache.

## Arbeitsschwerpunkte
Kochans Arbeitsgebiet ist die Pädagogik der Grundschule, insbesondere die Didaktik des Lernbereichs Deutsch einschließlich seiner fachwissenschaftlichen Grundlagen. Im Lauf der Jahre setzte sie dabei unterschiedliche Schwerpunkte.
In den 1970er Jahren befasste sie sich besonders mit dem muttersprachlichen Lernen auf dem Gebiet des mündlichen Sprachgebrauchs. Ihre Publikationen über das Rollenspiel zum sprachlichen und sozialen Lernen haben die bundesdeutsche Didaktik des sprachlichen und sozialen Handelns – über den Grundschulunterricht hinaus – maßgeblich beeinflusst. Auch die Unterrichtspraxis hat sie bundesweit durch ihre Mitarbeit an dem innovativen Sprachbuch „Sprache und Sprechen“, das einen kommunikativen Sprachunterricht theoretisch modellierte, methodisch konkretisierte und in den Schulen verbreitete, geprägt.
Zu Beginn der 1980er Jahre befasste sich Kochan mit dem Rechtschreiblernen. Ausgehend von der Hypothese, dass die meisten Rechtschreibfehler auf – subjektiv triftige – sprachanalytische Denkleistungen zurückgehen, befragte sie Kinder danach, wie sie ihre (normabweichenden) Schreibweisen erklären. Sie fand ihre Hypothese bestätigt und entwickelte ein Konzept von Rechtschreibunterricht, das an die Stelle bloßen Korrigierens der Fehler auf dem Papier und an die Stelle des bloßen Einprägens die dialogische Denkarbeit an der individuellen Theorie des jeweiligen Kindes setzt. Wir Lehrer müssen uns in die Theorie des Kindes hineindenken, damit sich das Kind aus seiner noch nicht der Norm entsprechenden Theorie herausdenken kann.
Mitte der 1980er Jahre wandte sie sich der Frage zu, wie Kinder lernen, Texte zu verfassen und wie sie dabei unterstützt werden können. Sie rezipierte die internationale Literatur zur Schreibprozess- und zur Schreiblernforschung sowie zum Schriftspracherwerb, inklusive der Forschung über vorschulisches spontanes Schreiben, bei dem Kinder – sobald sie nicht mehr kritzeln, sondern Buchstaben verwenden – ihre Schreibweisen „erfinden“ (invented spelling). Daraus bezog sie nachhaltige Impulse für eine erste Skizzierung ihres Konzeptes des entfaltenden (Schreiben)Lernens und – in der didaktischen Konsequenz – des entfaltenden (Schreib)Unterrichts.
In diesem Zusammenhang beschäftigte sie die Frage, welche Rolle das jeweilige Schreibwerkzeug (Stift, Stempel, Druckerei, Computer mit Textverarbeitung) beim Schreibenlernen, beim Verfassen von Texten und der Entwicklung des Kindes als Autor spielt. Da der Computereinsatz in der Bundesrepublik Deutschland Mitte der 80er Jahre in Grundschulen noch als unüblich galt, gründete sie 1986 die „Schreibwerkstatt für Kinder“, als personale und materielle Schreibumgebung, in der leistungsheterogene Kindergruppen – bei freier Wahl des Schreibwerkzeugs – selbstbestimmte (längerfristige) Schreibprojekte wie z. B. Bücher oder Zeitungen realisierten. Kochan gründete und betrieb diese Schreibwerkstatt gegen heftige und viele Jahre andauernde Widerstände einer vorwiegend computerablehnenden Kollegenschaft, sowohl in der Bildungspolitik als auch in der Öffentlichkeit.
Kochans didaktisches Konzept zur Nutzung der Textverarbeitung im Schreib- und Aufsatzunterricht fand auf dem Wege ihrer Mitarbeit in internationalen Expertengruppen internationale Beachtung. Seit 1993 arbeitet sie das Konzept entfaltenden Lernens und Unterrichtens zusammen mit ihrer Mitarbeiterin Elke Schröter weiter aus. Gemeinsam erforschen, konzipieren und realisieren die beiden Wissenschaftlerinnen seither insbesondere die didaktisch sinnvolle, wissenschaftsbasierte Nutzung des Computers für sprachliches und schriftsprachliches Lernen bei vier- bis zwölfjährigen Kindern.
Ende der 90er Jahre entwickelte Barbara Kochan zusammen mit Elke Schröter und dem Bildungssoftwareproduzenten Gerd Scheimann (München) das didaktische Konzept sowie die Inhalte und Methoden zu einer innovativen Lernsoftware für den Deutschunterricht an Grundschulen: LolliPop Multimedia Deutsch. Diese Software zeichnet sich u. a. dadurch aus, dass Kinder damit ohne Anleitung durch Erwachsene – mittels „sprechender Schrift“, digitaler Werkzeuge und eines besonderen Fehlerhandlings – die Sprache selbstbestimmt erforschen und dabei sprachlich lernen, also nicht nur anderweitig schon Gelerntes üben können. Das gilt sogar für den Schriftspracherwerb und das Rechtschreiblernen. Für den Schriftspracherwerb beim freien Schreiben spielt die multimediale Anlauttabelle inklusive synthetischer Sprachausgabe eine große Rolle. Mit diesem Werkzeug können Kinder ihre Gedanken aufschreiben, bevor sie die Buchstabe-Laut-Beziehungen beherrschen, denn die Tabelle zeigt ihnen den für den jeweiligen Laut benötigten Buchstaben. Dabei erlernen die Kinder die Buchstabe-Laut-Beziehungen nach und nach – ohne Lehrgang, in immer wiederkehrenden Momenten des jeweils individuellen Bedarfs. Für das Rechtschreiblernen haben die beiden Wissenschaftlerinnen in diese Software ihre Methode des dialogisch „begleiteten Rechtschreibens“ medienspezifisch implementiert, die an der „Theorie im Fehler“ ansetzt. Die Software „LolliPop“ wurde mehrfach preisgekrönt (digita, Comenius-Medaille, Giga-Maus).
Mit der Ausweitung der didaktischen Computernutzung über die Textverarbeitung hinaus auf die Entwicklung von Lernsoftware wurde die computergestützte „Schreibwerkstatt für Kinder“ 1998 in ComputerLernWerkstatt umbenannt. Als solche ist sie heute international bekannt und nachgefragt.
2003 entwickelte Barbara Kochan – wiederum zusammen mit Elke Schröter – das pädagogisch-didaktische Konzept für die bundesweite, von Microsoft Deutschland ins Leben gerufene und gesponserte Bildungsinitiative Schlaumäuse – Kinder entdecken Sprache. Zentrales Medium dieser Initiative zur Sprachförderung Vier- bis Sechsjähriger in anfangs 200 Kindergärten in sozialen Brennpunkten ist die „Schlaumäuse“-Software, die nach denselben didaktischen Prinzipien gestaltet wurde wie die „LolliPop“-Software. In ihrer wissenschaftlichen Begleitstudie berichten Kochan und Schröter beeindruckende soziale und sprachliche Lernerfolge, die die Kinder bereits nach sechs Monaten erzielten. Sogar Kinder anderer Herkunftssprache, die zu Beginn des Projektes kein oder nur schlecht Deutsch konnten, haben im Spiel mit der Software den Einstieg in die deutsche Sprache, auch in den Schriftspracherwerb gefunden.
Inzwischen haben Kochan und Schröter eine weitere Schlaumäuse-Software didaktisch erarbeitet: Neues von den Schlaumäusen (erschienen unter dem Titel Lolli, Pop und die Schlaumäuse). Sie wurde mit der „Goldenen Giga-Maus“ als beste Lernsoftware des Jahres 2006 ausgezeichnet. Zurzeit lernen in der Bundesrepublik Deutschland etwa 40.000 Kinder damit. Auch in Österreich, Südtirol und der deutschsprachigen Schweiz wird die Software in steigendem Maße genutzt.
Zusammen mit Elke Schröter hat Barbara Kochan multimediale Methoden entwickelt, die auf andere Sprachen mit alphabetischem Schriftsystem übertragbar sind.

## Pädagogische und didaktische Grundpositionen
Für Kochans Arbeit ist ein kontinuierliches Wechselspiel zwischen Theorie, Produktentwicklung (Sprachbuch, Lernsoftware) und Praxis kennzeichnend. Darin einbezogen ist stets die konkrete Arbeit mit Kindern, auch in außerschulischen Kontexten wie der ComputerLernWerkstatt (CLW). Durch die Beobachtung des sprachlichen Handelns und Lernens bei selbstbestimmten Projekten in außerschulischen Kontexten gewinnt Kochan Einblick und Zugang zu vergleichsweise natürlichen Lernstrategien der Kinder, die im herkömmlichen lehrer- und schulbuchzentrierten Unterricht kaum zum Vorschein kommen. Gerade diese „natürlichen“ Lernstrategien aber erschließt Kochan für erfolgreicheres Lernen auch in der Schule.
Als pädagogisch-didaktische Grundposition durchzieht Kochans Arbeiten (vom Rollenspiel bis hin zur Lernsoftware zum Schriftspracherwerb) die Auffassung, dass Kinder zum selbstbestimmten und selbstständigen sprachlichen Lernen fähig sind. Als Motiv dieses Lernens sieht Kochan den Willen der Kinder an, an der Kommunikation in ihrer Umgebung teilzuhaben. Als Strategie des kindlichen Lernens rückt Kochan die natürliche Suche der Kinder nach Regularitäten der mündlichen und schriftlichen Sprache und ihrer kommunikativen Verwendung in den Mittelpunkt der Didaktik. Die zentrale didaktische Aufgabe sieht sie in der – personalen und materiellen – Gestaltung einer sprach- und schriftkulturellen Lernumgebung. Diese Lernumgebung soll gute Modelle sprachlicher Kommunikation bieten, zum mündlichen und schriftlichen Kommunizieren herausfordern, Gelegenheit zum metakognitiven Sprechen über sprachliche Probleme und Erkenntnisse der Kinder geben und die Aktivitäten und Erkenntnisse (auch die vorläufigen) würdigen. Entsprechend betrachtet und behandelt Kochan Kinder von dem Moment an als Autoren, in dem sie mit grafischen Zeichen einen Wortlaut festzuhalten behaupten – auch wenn sie dafür noch nicht die konventionellen Buchstaben benutzen. Die Entdeckung und allmähliche Verwendung der Buchstaben, sukzessive auch der Orthographie, sieht Kochan als einen Prozess der Entfaltung einer im Kern von Anfang an komplexen kommunikativen Schreibhandlung. Antrieb für diese Entfaltung ist die – unterrichtlich zu provozierende – Erfahrung der Kinder, dass sie mit den Buchstaben ihre Gedanken aus dem Kopf holen können.
Das Konzept „entfaltenden Lernens“ bzw. „entfaltenden Unterrichts“ sieht die emotionalen, sozialen und geistigen Kräfte der Persönlichkeit des Kindes als Agenten des Lernens in „Ich-will“-Situationen an und bezieht das Bedürfnis des Kindes nach Interaktion und Kommunikation in den Gruppen ein, denen es angehört. Das Konzept basiert auf Zutrauen zur Anstrengungsbereitschaft des Kindes für selbstbestimmte Ziele. Sprachlich entfaltendes Lernen erfolgt beim selbstbestimmten Gebrauch der Sprache durch dessen selbstbestimmte Analyse und Reflexion sowie durch Kommunikation darüber. Entfaltung bedeutet ein von innen nach außen gerichtetes Lernen – im Unterschied zum Hineintragen von Lerninhalten in das Kind. Belohnung und Antrieb dieses Lernens ist die Freude an der eigenen Erkenntnis. Dieses Konzept gibt Lehrern geistige Orientierung zur Gestaltung ihres Unterrichts. Es liefert keine Rezepte und Kopiervorlagen. Es sieht auch im Lehrer ein selbst verantwortliches, selbstständig denkendes Subjekt des Unterrichts, das auf die individuellen Persönlichkeiten der Kinder, deren Fähigkeiten und Bedürfnisse, individuell eingehen muss, um deren Fähigkeiten zur Entfaltung zu verhelfen.
Barbara Kochan starb am 25. April 2022, nach langer, schwerer Krankheit, in Berlin. Sie war verheiratet mit dem Germanisten und Fachdidaktiker Detlef C. Kochan.

## Ausgewählte Publikationen

### Sammelbände (Herausgeberin/Mitherausgeberin)
- Rollenspiel als Methode sprachlichen und sozialen Lernens. Ein Reader. Kronberg/Ts.: Scriptor 1974
- Taschenlexikon Grundschule. Königstein/Ts.: Scriptor 1979 (zusammen mit Elisabeth Neuhaus-Siemon)

### Monographien
- Schlaumäuse – Kinder entdecken Sprache. Eine Bildungsinitiative von Microsoft Deutschland. Projektordner. Unterschleißheim: Microsoft 2003. (Zusammen mit Elke Schröter)
- Abschlussbericht über die Studie zur Microsoft-Bildungsinitiative „Schlaumäuse – Kinder entdecken Sprache“. Unterschleißheim: Microsoft 2006 (Zusammen mit Elke Schröter)[1]
- Neues von den Schlaumäusen. Das Kita-Handbuch. Unterschleißheim: Microsoft Deutschland 2007. (Zusammen mit Elke Schröter)

### Beiträge zu Sammelbänden und zu Zeitschriften
- Fehler als Lernhilfe im Rechtschreibunterricht. In: Renate Valtin und Ingrid Naegele(Hrsg.): „Schreiben ist wichtig!“ – Grundlagen und Beispiele für kommunikatives Schreiben(lernen). (Beiträge zur Reform der Grundschule. Bd. 67/68) Frankfurt/M.: Arbeitskreis Grundschule 1986, S. 111–128.
- How to Handle Children´s Spelling Mistakes on the Microcomputer? In: Education & Computing. (Special Issue: The Primary Curriculum and New Technology – Ways and Means) 1987 Vol. 3, Nos. 3,4; 219–222.
- Kann Alex aus seinen Rechtschreibfehlern lernen? In: Heiko Balhorn und Hans Brügelmann (Hrsg.): Welten der Schrift in der Erfahrung der Kinder. Konstanz: Faude 1987, S. 136–146.
- Lernbereich Deutsch. Eine Didaktik auf dem Wege zu Kindern. In: Elisabeth K. Paefgen und Gerhart Wolff (Hrsg.): Pragmatik in Sprache und Literatur. Tübingen: Narr 1993, S. 47–65.
- Schreibprozeß, Schreibentwicklung und Schreibwerkzeug. Theoretische Aspekte des Computergebrauchs im entfaltenden Schreibunterricht. In: Werner Hofmann, Jochen Müsseler und Heike Adolphs (Hrsg.): Computer und Schriftspracherwerb. Programmentwicklungen, Anwendungen, Lernkonzepte. Opladen: Westdeutscher Verlag 1993, S. 57–91.
- Der Computer als Herausforderung zum Nachdenken über schriftsprachliches Lernen und Schreibkultur in der Grundschule – Argumente und Anregungen für entfaltenden Schreibunterricht. In: Hartmut Mitzlaff (Hrsg.): Handbuch Grundschule und Computer. Vom Tabu zur Alltagspraxis. Weinheim und Basel: Beltz 1996, S. 131–151.
- Gedankenwege zum Lernen beim Freien Schreiben. In: Gudrun Spitta (Hrsg.): Freies Schreiben – eigene Wege gehen. Lengwil: Libelle 1998, S. 218–277.
- Mit Buchstaben kann man Gedanken aus dem Kopf holen. Wie Erstkläßler beim Schreiben mit dem Computer lernen können. In: Heiko Balhorn, Horst Bartnitzky, Inge Büchner und Angelika Speck-Hamdan (Hrsg.): Schatzkiste 1. Von den Wegen der Kinder in die Schrift. (Beiträge zur Reform der Grundschule. Bd. 104) Frankfurt/M. und Hamburg: Arbeitskreis Grundschule und Deutsche Gesellschaft für Lesen und Schreiben 1998, S. 224–237.
- Schreiben und Publizieren mit dem Computer als Mittel des Wissenserwerbs in allen Lernbereichen – Ein didaktisches Konzept. In: Hartmut Mitzlaff und Angelika Speck-Hamdan (Hrsg.): Grundschule und neue Medien. (Beiträge zur Reform der Grundschule. Bd. 103) Frankfurt/M.: Arbeitskreis Grundschule 1998, S. 35–54.
- Computer im Schreibleselernprozess. In: Mitzlaff, Hartmut (Hrsg.): Internationales Handbuch Computer (ICT), Grundschule, Kindergarten und Neue Lernkultur. Bd. 2. Baltmannsweiler: Schneider Verlag Hohengehren 2007, S. 496–506.
- „Schlaumäuse“ in Kindergärten und Kinder-Tagesstätten – Bericht aus einem Projekt. In: Mitzlaff, Hartmut (Hrsg.): Internationales Handbuch Computer (ICT), Grundschule, Kindergarten und Neue Lernkultur. Bd. 1. Baltmannsweiler: Schneider Verlag Hohengehren 2007, S. 365–374 (zusammen mit Elke Schröter).
- Zwanzig Jahre ComputerLernWerkstatt (CLW) an der TU Berlin – Forschung, Lehre, Beratung und Produkt-Entwicklung zum Lernen mittels Computer. In: Mitzlaff, Hartmut (Hrsg.): Internationales Handbuch Computer (ICT), Grundschule, Kindergarten und Neue Lernkultur. Bd. 2. Baltmannsweiler: Schneider Verlag Hohengehren 2007, S. 507–524 (zusammen mit Elke Schröter).

### Mitarbeit an Schulbüchern
- Sprache und Sprechen. Arbeitsmittel zur Sprachförderung in der Primarstufe und Sekundarstufe I, hrsg. v. Detlef C. Kochan, Dorothea Ader, Johann Bauer und Walter Henze. Hannover: Schroedel 1971ff. (Jahrgangsbände für das 2. bis 8. Schuljahr: Schülerbuch, Schülerarbeitsheft, Lehrerhandbuch.)

### Lernsoftware
- LolliPop Multimedia Deutsch. Berlin: Cornelsen 1999–2001 (zusammen mit Gerd Scheimann und Elke Schröter)
- Schlaumäuse. Gesponserte Software für die Microsoft Bildungsinitiative „Schlaumäuse – Kinder entdecken Sprache“ in Kindertagesstätten. Unterschleißheim: Microsoft 2003 (zusammen mit Gerd Scheimann und Elke Schröter)
- Lolli, Pop und die Schlaumäuse. Berlin: Cornelsen 2006. Unter dem Titel „Neues von den Schlaumäusen“ gesponserte Software für die Microsoft Bildungsinitiative „Schlaumäuse – Kinder entdecken Sprache“ in Kindertagesstätten. Unterschleißheim: Microsoft 2006 (zusammen mit Gerd Scheimann und Elke Schröter)

## Preise, Auszeichnungen
Beim UNESCO King Hamad Bin Isa Al-Khalifa Prize for the Use of ICT in Education 2007 gelangte Barbara Kochan mit ihren inzwischen international anerkannten Arbeiten zum computergestützten Schriftspracherwerb und entfaltenden Schreibunterricht in Kindergarten und Grundschule unter 68 Mitbewerbern aus aller Welt unter die ersten zehn. Sie war 2007 als einzige Teilnehmerin aus dem gesamten deutschsprachigen Raum vorgeschlagen worden.